# Kuta Bak Drin
Kuta Bak Drin is een bestuurslaag in het regentschap Aceh Barat Daya van de provincie Atjeh, Indonesië. Kuta Bak Drin telt 1253 inwoners (volkstelling 2010).